# Zameioscirpus muticus
Zameioscirpus muticus är en halvgräsart som beskrevs av Dhooge och Paul Goetghebeur. Zameioscirpus muticus ingår i släktet Zameioscirpus och familjen halvgräs. Inga underarter finns listade i Catalogue of Life.